# Disco Tex & the Sex-O-Lettes
Disco Tex & the Sex-O-Lettes (ook wel Disco Tex & His Sex-O-Lettes) was een Amerikaanse discoband.

## Geschiedenis
Bob Crewes carrière als songwriter begon al in de jaren 1950. Samen met Frank Slay schreef hij Silhouettes voor de doowopgroep The Rays, dat in 1965 in de versie van Herman's Hermits nogmaals een hit werd en Tallahassee Lassie voor de rock-'n-roll-zanger Freddy Cannon. Grotere bekendheid kreeg hij samen met Bob Gaudio, aan het begin van de jaren 1960 als producent en co-auteur van veel singlehits voor The Four Seasons, waaronder Big Girls Don't Cry en Rag Doll. Bij zijn platenlabel Dyno Voice Records publiceerde hij zijn eigen platen als The Bob Crewe Generation (Music to Watch Girls By) en ontdekte hij de band Mitch Ryder & the Detroit Wheels (Devil With a Blue Dress On).
Tijdens een bezoek aan een Josephine Baker-concert in april 1974 in het Beverly Hilton Hotel in Hollywood leerde Crewe Sir Monti Rock III kennen, die in het voorprogramma een show had gegeven. Kort daarna ontsproot het idee om de live-atmosfeer van Monti Rocks energetische liveshows ook in de studio voor plaatopnamen te scheppen. Het project Disco Tex & the Sex-O-Lettes was geboren. Enkele van de uitgenodigde zangers, muzikanten, arrangeurs en auteurs kende Crewe reeds uit zijn vroege songwriter- en producenten-carrière. Zo ook Denny Randell, die als co-producent had gewerkt voor de groep The Toys (A Lover's Concerto) in Crewe's Dyno Voice-studio.
Tijdens de opnamen van het eerste, zelfbetitelde en door Crewe geproduceerde album werden geluiden, zoals het applaus van een verondersteld publiek, erbij gemixt. Terwijl zich de bijdragen van Disco Tex alias Monti Rock aanzienlijk beperkten tot zijn muziek-, zang- en dansgroep The Seks-O-Lettes om deze in instrumentale passages met parolen aan te moedigen, werd de leadzang gepresenteerd door verschillende gastzangers, waaronder Freddy Cannon, LuAnn Simms, Cindy Bullens en Jerry Corbetta en The Chocolate Kisses. Corbetta was afkomstig van de band Sugarloaf (Green-Eyed Lady), die ongeveer gelijktijdig met Don't Call Us, We'll Call You hun tweede Top 10-hit hadden in de Amerikaanse hitlijst. De Jam Band fungeerde als begeleidingsgroep en was samengesteld uit Bob Crewe, Denny Randell, Bruce Miller, Larry Dean en Vincent Simms. De achtergrondzang werd bijgestuurd door de latere dance- en house-icoon Jocelyn Brown. Zeven van de tien lp-titels kwamen uit de pen van Crewe en Randell. Twee keer werd Kenny Nolan als co-auteur aangegeven.
Het album telt tegenwoordig tot de klassiekers van het disco-genre en wordt, bijna drie jaar voor Saturday Night Fever (december 1977), bovendien als genre-vormend geprezen. Aangedreven door het stampende discoritme, dat over de hele lp is te horen en aan de toenmalige modedans bump voldeden, hadden de songs een effect als uit een jaren 1920 muziekrevue, die waren verdwaald in de latere Rocky Horror Picture Show.
Hun grootste singlehit aan het eind van 1974/begin 1975 was Get Dancin' , geschreven door Bob Crewe en Kenny Nolan, die ook de auteurs zijn van de Labelle-klassieker Lady Marmalade (Voulez-vous coucher avec moi, ce soir?). De daaropvolgende single I wanna dance wit' Choo (Doo Dat Dance), die net als Get dancin' ook op de eerste lp staat, kon zich ook in de hitlijst plaatsen.
Op de lp Manhattan Millionaire (1976) aanvaardde Kenny Nolan de rol van songwriter en producent. Het album werd door het publiek en de critici niet met open armen ontvangen. Slechts de single Dancin' Kid bereikte de 60e plaats van de Amerikaanse hitlijst. Het project Disco Tex & the Seks-O-Lettes verdween daarna geheel van het toneel.
Sir Monti Rock III speelde in 1977 een zes minuten durende bijrol als DJ Monti Rock III in de film Saturday Night Fever. Bob Crewe woont tegenwoordig teruggetrokken uit de muziekbusiness en Sir Monti Rock III schrijft columns voor het Las Vegas Review Journal en is gewijde priester in Las Vegas.

## Discografie

### Singles
- 1965: For Days and Days (als Monti Rock III)
- 1970:	I Wanna Dance wit' Choo
- 1974:	Get Dancin'
- 1975: Boogie Flap
- 1975:	Jam Band
- 1976:	Dancin' Kid
- 1976: Hot Lava
- 1976: We're Havin' a Party (It's Gonna Be Alright)
- 1976: Hey There Little Firefly
- 1977: Wooly Bully
- 1977: A Piece of the Rock
- 1987: Keep Dancing
- 2001:	I Can Cast a Spell

### Albums
- 1974: Get Dancin'
- 1975: A Piece of the Rock (feat. Sir Monti Rock III)
- 1975:	Disco Tex and the Sex-O-Lettes
- 1976:	Manhattan Millionaire

### Compilaties
- 1980: Best of Disco Tex & His Sex-O-Lettes (2 lp's)
- 1989: The Chelsea Collection: Get Dancing! (splitalbum met Linda Carr)
- 1999: Get Dancin': The Story of Disco Tex & His Sex-O-Lettes